# تيريزا دي إنتينزا
تيريزا دي إنتينزا (1300 - 20 أكتوبر 1327) كانت ابنة غومبالد دي إنتينزا وزوجته كونستانس من أنتييون، كانت كونتيسة أورغل مع زوجها ألفونسو دي أراغون.
وافق خال أمها إرمينغول العاشر، كونت أورغل قبل أن يتوفى على خلافة ألفونسو له بشرط أن يتزوج منها على اعتبرها وريثته الشرعية، وبذلك تزوجها في 1314 في كاتدرائية لاردة.
توفيت تيريزا بعد ولادة لابنها سانشو في 20 أكتوبر 1327 في سرقسطة، فقط قبل أيام أن يصبح زوجها ملك أراغون، دفنت في كنيسة الفرنسيسكان في سرقسطة،  ابنها الأصغر خايمي ورث أورغل.

## الذرية
انجبت تيريزا لـ ألفونسو سبعة أطفال:-
- ألفونسو (1315-1317)
- كونستانس (1318-1346)، تزوجت في 1336 من خايمي الثالث ملك مايوركا .
- بيدرو الرابع ملك أراغون (1319-1387)، خليفة والده.
- خايمي الأول (1321-1347)، خلفها في إنتينزا وأنتييون.
- إيزابيلا (1323-1327).
- فادريكي (1325-توفي صغيراً).
- سانشو (1327)، وعاش لبضعة أيام فقط.